# Yosuke Kataoka
Yosuke Kataoka (片岡 洋介, Kataoka Yosuke) est un footballeur japonais né le 26 mai 1982. Il évolue au poste de défenseur.